# جورج کالینگوود
جورج کالینگوود (انگلیسی: George Collingwood؛ ۷ اکتبر ۱۹۰۳ – ۲۱ آوریل ۱۹۸۶) فرد نظامی اهل بریتانیا بود. وی همچنین برندهٔ جوایزی همچون نشان امپراتوری بریتانیا و نشان حمام شده‌است.